# Wojciech Mazurek
Wojciech Mazurek (ur. 7 kwietnia 1909 w Wierzbnie, zm. 15 kwietnia 1996) – polski rolnik i polityk ludowy, poseł na Sejm PRL III i IV kadencji.

## Życiorys
Syn Piotra i Franciszki. Uzyskał wykształcenie średnie niepełne, z zawodu rolnik. W latach 30. należał do Związku Młodzieży Wiejskiej RP „Wici”, w 1935 wstąpił także do Stronnictwa Ludowego. W trakcie okupacji niemieckiej należał do Stronnictwa Ludowego „Roch” i Batalionów Chłopskich. W latach 1945–1950 wójt, a od 1954 do 1957 przewodniczący prezydium gromadzkiej rady narodowej w Wierzbnie, w 1952 organizował spółdzielnię produkcyjną w tej miejscowości. Pełnił funkcję prezesa powiatowego komitetu wykonawczego Zjednoczonego Stronnictwa Ludowego w Miechowie (od 1952) i Proszowicach (1954–1956), a następnie prezesa powiatowego komitetu partii w Proszowicach i członka prezydium wojewódzkiego komitetu w Krakowie (od 1959). W 1961 i 1965 uzyskiwał mandat posła na Sejm PRL z okręgu Kraków, przez dwie kadencje zasiadał w Komisji Komunikacji i Łączności.
Autor Wspomnień z walki i działalności Ruchu Oporu gminy Wierzbno 1939–1945.

## Odznaczenia
- Krzyż Oficerski Orderu Odrodzenia Polski
- Srebrny Krzyż Zasługi (1955)[2]
- Krzyż Partyzancki
- Medal 10-lecia Polski Ludowej (1955)[3]
- Odznaka 1000-lecia Państwa Polskiego